# Patrick Henry
Patrick Henry (Studley, 29 maggio 1736 – Brookneal, 6 giugno 1799) fu uno dei protagonisti della Rivoluzione americana.
La sua fama è legata soprattutto al discorso "Give me liberty, or give me death!" ("Datemi la libertà o datemi la morte"). Assieme a Samuel Adams e a Thomas Paine, fu uno dei più influenti e radicali sostenitori della Rivoluzione e del repubblicanesimo, attivo soprattutto nella denuncia della corruzione tra i funzionari pubblici e nella rivendicazione dei diritti storicamente goduti dagli abitanti delle colonie. Fece parte della Massoneria.

## Biografia
Nato in Virginia, studiò da avvocato. Noto per le sue qualità oratorie, divenne famoso per il processo soprannominato "causa del prete" o "Parson's Cause" (1763). In Virginia, i servizi del clero anglicano venivano di norma pagati in tabacco. Una legge della colonia aveva però consentito che fossero corrisposti nell'equivalente in denaro, fissato in due pence la libbra. Il consiglio privato della Corona aveva però annullato la nuova norma. Materia del contendere era quindi se la Corona avesse l'ultima parola sull'argomento e, in definitiva, in che misura l'autorità regia potesse limitare i poteri di autogoverno delle colonie.
Dal punto di vista giuridico, Henry perse la causa, ma i risarcimenti furono fissati ad un livello così basso che il risultato fu visto dai più come una vittoria del movimento indipendentista. Grazie anche alla fama guadagnata in questo processo, nel 1765 Henry venne eletto alla House of Burgesses, la camera legislativa della Virginia coloniale. Nello stesso anno, il Parlamento inglese aveva approvato la legge sul bollo (Stamp Act), attraverso cui s'imponevano diritti di bollo su tutta una serie di atti e pubblicazioni, suscitando forti proteste nelle colonie del Nord America.
Alla Camera della Virginia, Henry propose le Virginia Stamp Act Resolutions, in cui si affermava che soltanto l'assemblea coloniale aveva poteri impositivi sulla Virginia. Si applicava così anche agli abitanti delle colonie l'ormai consolidato diritto dei sudditi inglesi ad essere tassati soltanto da rappresentanti da loro eletti, con evidenti riflessi nei rapporti con le autorità inglesi.
Dal momento che l'assemblea virginiana aveva un quorum costitutivo abbastanza ridotto (poteva deliberare con la presenza del 24% dei suoi membri), Henry attese un momento propizio, in cui la maggior parte dei deputati conservatori era assente, per proporre e veder approvata la sua mozione. Secondo la tradizione, durante il dibattito Henry pronunciò una frase che gli valse l'accusa di tradimento:
"Cesare ha avuto il suo Bruto, Carlo I il suo Cromwell e Giorgio III [urla: Tradimento! Tradimento!] Giorgio III dovrebbe trarre insegnamenti da queste vicende. Se questo è tradimento, se ne tragga il maggior vantaggio possibile".

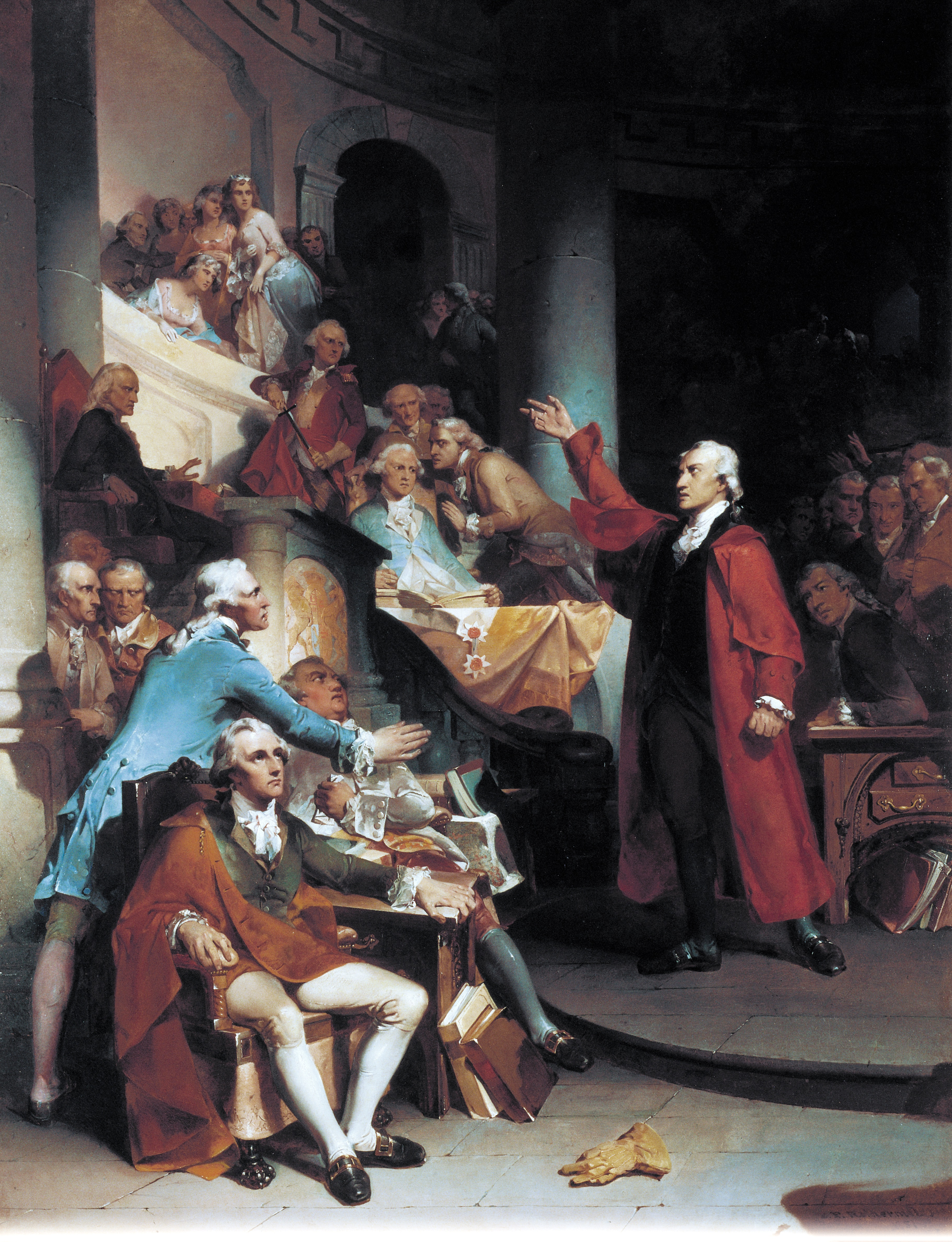
Il discorso del Tradimento pronunciato da Patrick Henry, in un dipinto di Peter F. Rothermel (1851)

Secondo il biografo Richard Beeman, Henry probabilmente non pronunciò mai la famosa chiusa If this be treason, make the most of it. L'unico resoconto del discorso proveniente da un testimone oculare, ed emerso molti anni dopo, riporta che Henry, dopo l'accusa di tradimento, si scusò e assicurò alla Camera di essere leale al re. Nonostante l'incertezza sulle parole finali, il discorso di Henry colpì profondamente l'opinione pubblica del tempo.
Probabilmente il discorso più famoso di Henry venne pronunciato il 23 marzo 1775, quando sollecitò la Camera della Virginia a prendere misure di tipo militare contro le truppe inglesi. La Camera era divisa, ma nel complesso orientata a non intraprendere la via militare. Henry concluse il suo discorso così:
"La vita è così cara o la pace così dolce, da essere comprate al prezzo delle catene e della schiavitù? [...] Non so cosa decideranno gli altri, ma io dico datemi la libertà, o datemi la morte!
Si è ritenuto che queste parole abbiano spinto i virginiani alla guerra. La prima edizione stampata del discorso risale al 1817, nella biografia di Henry redatta da William Wirt. Anche se Wirt fece ricorso a fonti vicine agli eventi, alcuni storici ritengono che il discorso - o, almeno, nella forma che conosciamo oggi - sia stato in realtà elaborato dal biografo. Durante la guerra d'indipendenza, Henry divenne il primo governatore della Virginia (dal 1776 al 1779). Avrebbe nuovamente ricoperto la carica dal 1784 al 1786.
Henry fu un critico severo della Costituzione e lottò inutilmente contro la sua ratifica, sostenendo che essa avrebbe dato troppi poteri alla federazione. La sua opposizione spinse comunque ad adottare il Bill of Rights. A partire dai tardi anni novanta divenne un importante federalista, sostenitore di Washington e Adams, mentre gran parte dei suoi sostenitori divennero jeffersoniani. Nel 1795 George Washington gli offrì la Segreteria di stato, ma lui rifiutò. Nel 1798 il presidente Adams lo nominò incaricato speciale in Francia, ma Henry dovette rinunciare poiché la sua salute stava declinando. Sostenne fortemente John Marshall e, su indicazione di Washington, si candidò alla House of Delegates nel 1799 per i federalisti.
Durante la campagna, attaccò le Virginia and Kentucky Resolutions, approvate dalle legislature dei due stati dopo essere state scritte segretamente da Jefferson e Madison. In esse, si giudicavano incostituzionali gli Alien and Sedition Acts emessi dal governo federale e si sosteneva che la Costituzione era un patto tra stati che avevano delegato alla federazione alcuni poteri, mantenendo però la propria sovranità e il diritto ad annullare le leggi federali ritenute contrarie alla costituzione. Secondo Henry, però, era la pretesa della Virginia a pronunciarsi sulla validità delle leggi federali a essere incostituzionale. Ammonì sui rischi di una simile teoria giuridica, che secondo lui avrebbe portato alla guerra civile e alla soggezione a potenze straniere. Henry venne eletto, ma morì tre mesi prima di assumere la carica, all'età di 63 anni.